# Antic Cafè Espanyol
L'Antic Cafè Espanyol és una obra noucentista de Sant Quirze del Vallès (Vallès Occidental) inclosa a l'Inventari del Patrimoni Arquitectònic de Catalunya.

## Descripció
Edifici de planta rectangular amb coberta de fibrociment (uralita) de dos aiguavessos i carener perpendicular a la façana.
Els murs i les estructures són de maó. A la façana principal, presenta cinc obertures rectangulars que després de la separació recta de la llinda acaben en arc rodó de mig punt. Cadascuna de les llindes, està decorada amb relleus florals com a motllura sobreposada. Aquestes cinc obertures amb funcionalitat de porta -finestra, es troben a la vegada inscrites en sengles panys de paret entre pilars adossats (més aviat formats pel treball de motllures de maó en ressalt) que seguint la tipologia més aviat decorativa que sustentadora de les pilastres que en la seva cara (única en aquest cas) té un treball d'estries rectilínies.
Després d'aquest primer registre, hi ha una cornisa motllurada d'escàs voladís amb una motllura ornamental de dentellons. Aquesta línia de cornisa es troba compartimentada, coincidint amb els espais de les pilastres, per un element de maó en voladís sostingut per un tipus de modilló en forma de mènsula, tractat també com un element decoratiu per les incisions de tres línies en la seva cara exterior.
Com a capcer hi ha un pinyó triangular seguint els vessants de la teulada amb un acabament recte a cadascun dels extrems. Aquest coronament sembla sense acabar de resoldre; vol continuar el ritme vertical de les pilastres del registre de la planta, amb arcada rodona al bell mig (tapiada) i un òcul a cada costat.